# フセヴォロド・グレボヴィチ
フセヴォロド・グレボヴィチ（ロシア語: Всеволод Глебович、? - 1207年）は、リャザン公グレプの子である。プロンスク公：? - 1186年、1188年 - 1207年。コロムナ公：1186年 - 1188年。

## 生涯
フセヴォロドは1180年に、ウラジーミル大公フセヴォロドの支援を受け、兄弟のウラジーミルと共に、兄のリャザン公ロマン(ru)とイーゴリを攻撃した。その後、弟のスヴャトスラフ(ru)と共にプロンスク公国を統治した。1186年、兄弟のロマン、イーゴリ、ウラジーミルは同盟を結び、プロンスクを包囲した。都市は降伏を余儀なくされ、スヴャトスラフはロマンらに従属した。フセヴォロドは2年の間コロムナに拠ったが、ウラジーミルのプロンスク統治期において、その支援を受けてプロンスク公に復位した。
子にはプロンスク公位を継承したミハイルがいる。